# Forêt Naimisha

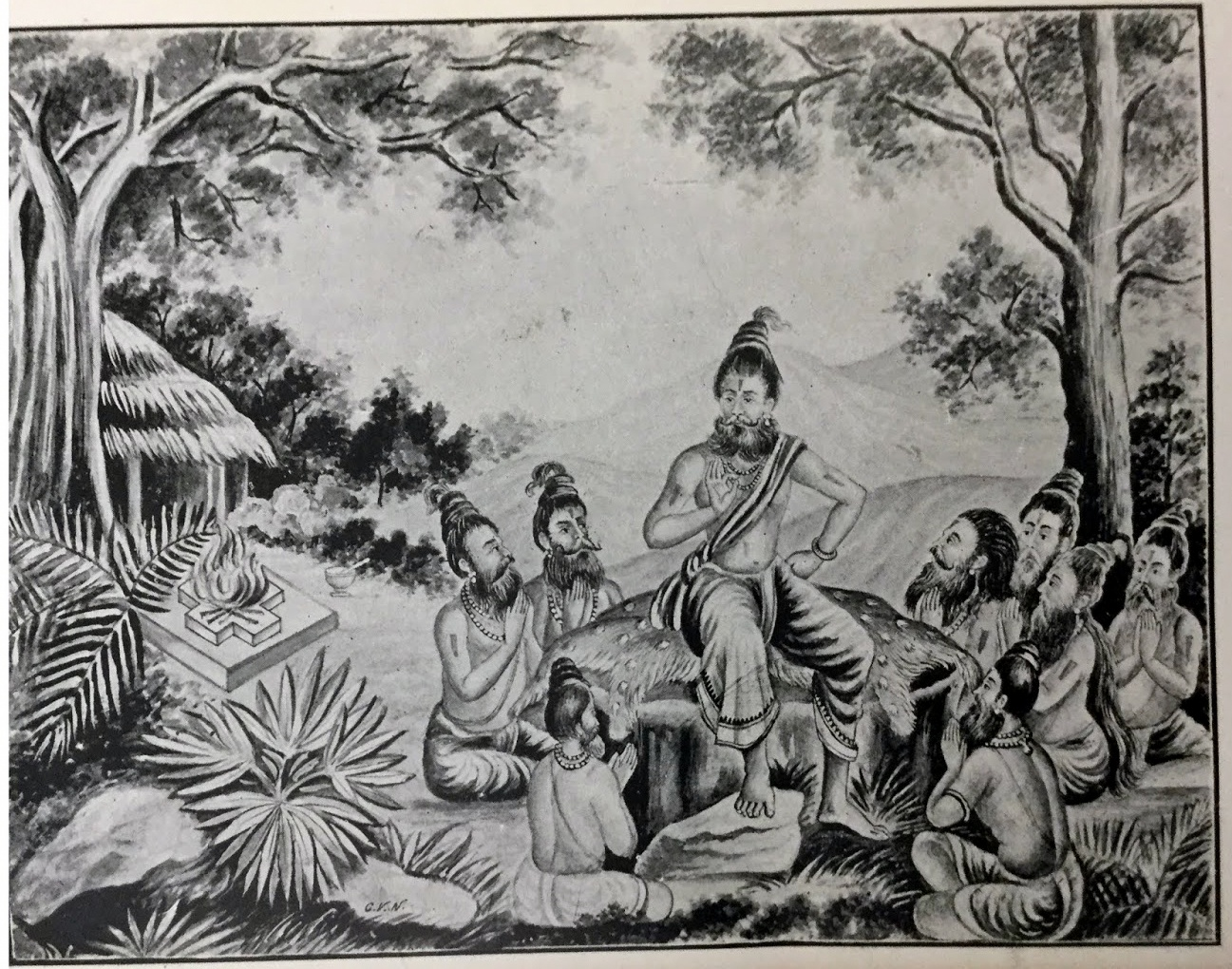
Sukar s'adressant aux rishis dans la forêt de Naimisaranya

La Forêt Naimisha ou Naimiṣāraṇya (devanagari: नैमिषारण्य) est un lieu sacré de l'hindouisme, lieu évoqué dans l'épopée du Mahabharata. Elle se trouve au bord de la rivière Gomati dans l'État de l'Uttar Pradesh en Inde, et est un lieu de pèlerinage. Des rishis auraient aussi habité cet espacé boisé.